# Fonckia
Fonckia is een geslacht van hooiwagens uit de familie Gonyleptidae.
De wetenschappelijke naam Fonckia is voor het eerst geldig gepubliceerd door Roewer in 1913. 

## Soorten
Fonckia is monotypisch en omvat slechts de volgende soort:
- Fonckia processigera